# Louis Meyer

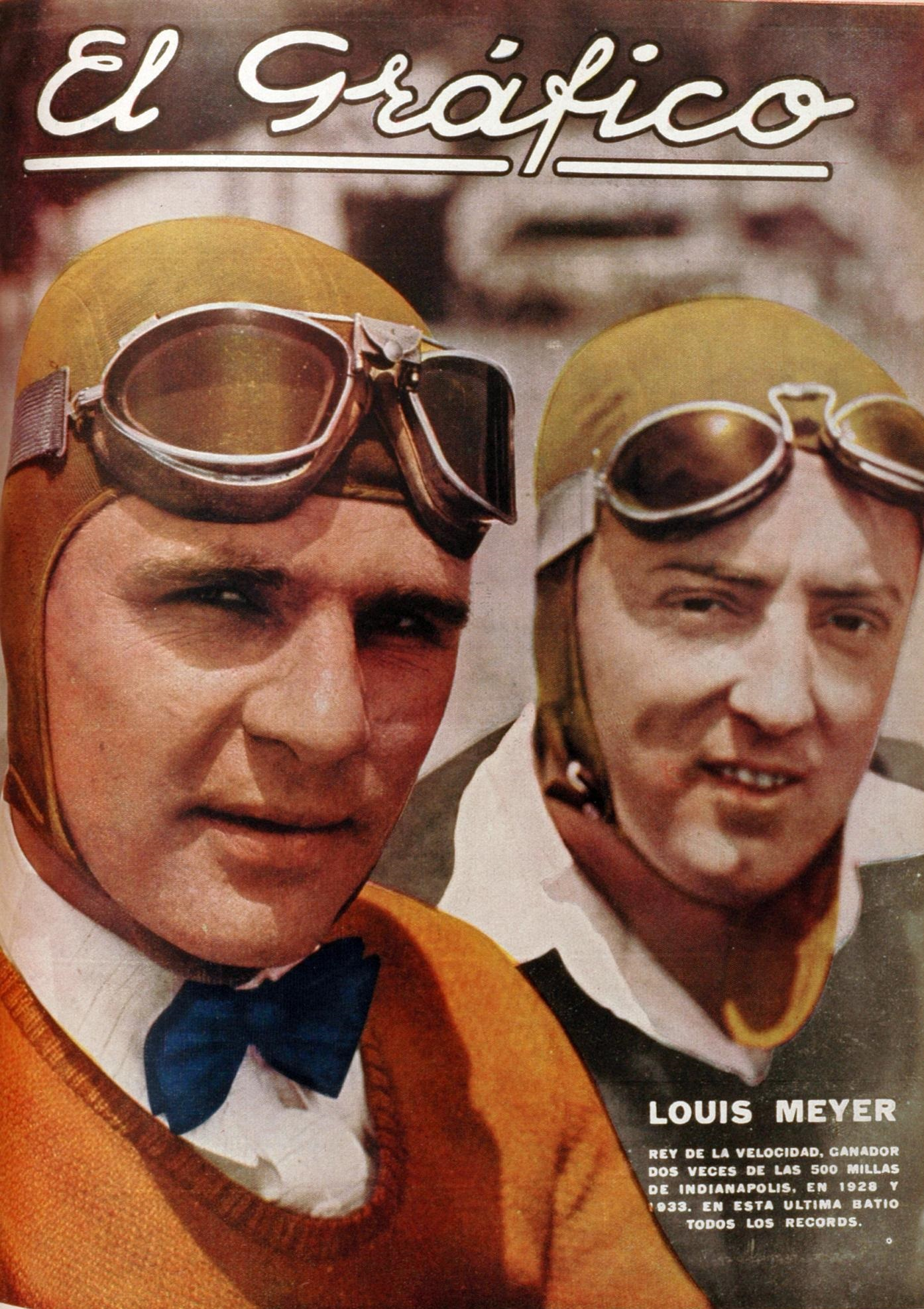
Louis Meyer en la portada de El Gráfico, año 1933

Louis Meyer (21 de julio de 1904 - 7 de noviembre de 1995) fue un piloto y mecánico de automovilismo estadounidense. Ganó las 500 Millas de Indianápolis de 1928, 1933 y 1936, el primero en vencer tres veces, y llegó segundo en 1939. Asimismo, obtuvo el Campeonato Nacional de la AAA en 1928, 1929 y 1933, y fue subcampeón en 1936.
Nació en Nueva York pero se crio en Huntington Park, en las afueras de Los Ángeles, por lo que era apodado el "Cometa de California".

## Carrera deportiva
En su juventud, Meyer fue mecánico de su hermano Eddie Meyer, quien era piloto en los óvalos de California.
Debutó como piloto en el Campeonato Nacional de la AAA en 1926. En 1927 fue piloto de relevo de Wilbur Shaw en las 500 Millas de Indianápolis durante 53 de las 200 vueltas, colaborando a que aquel obtuviera el cuarto puesto.
En 1928, Meyer debutó oficialmente en las 500 Millas de Indianápolis, logrando la victoria a un promedio de velocidad de 99,482 mph. Luego venció en Altoona y llegó segundo en Rockingham 2, por lo que obtuvo el campeonato frente a Ray Keech y Lou Moore.
En las cinco carreras de 1929, el piloto consiguió dos victorias en Altoona 1 y Altoona 2 y dos segundos lugares en las 500 Millas de Indianápolis y Detroit. Así, se coronó campeón frente a Keech (fallecido en Altoona 1 después de vencerlo en Indianápolis) y Shaw.
Meyer disputó solamente tres carreras en 1930. Le bastó arribar cuarto en Indianápolis para colocarse séptimo en la tabla de posiciones.
El piloto encabezó las 500 Millas de Indianápolis de 1931, abandonando por falla mecánica. Luego pilotó en el lugar de Myron Stevens desde la vuelta 73, cruzando la meta cuarto. Ese mismo año, venció en la carrera de Detroit. En 1932, el californiano abandonó en Indianápolis, no clasificó en Syracuse, y chocó en Oakland.
Meyer venció en las 500 Millas de Indianápolis por segunda vez en 1933, batiendo a Shaw y Moore. En 1934 abandonó en dicha prueba por falla mecánica dos veces, primero con su automóvil y luego como relevo de Ralph Hepburn.
El californiano volvió a competir con regularidad en 1935. Ganó en Altoona y llegó segundo en Ascot, quedando así octavo en el campeonato.
En enero de 1936, Meyer llegó segundo en Ascot y cuarto en Oakland. Luego logró su tercer triunfo en las 500 Millas de Indianápolis, tras lo cual bebió suero de mantequilla para reponerse. Esto derivó en una tradición: cada ganador de las 500 Millas de Indianápolis bebe un frasco de leche como parte de la celebración. También fue el primero piloto en recibir el trofeo Borg-Warner por su victoria.

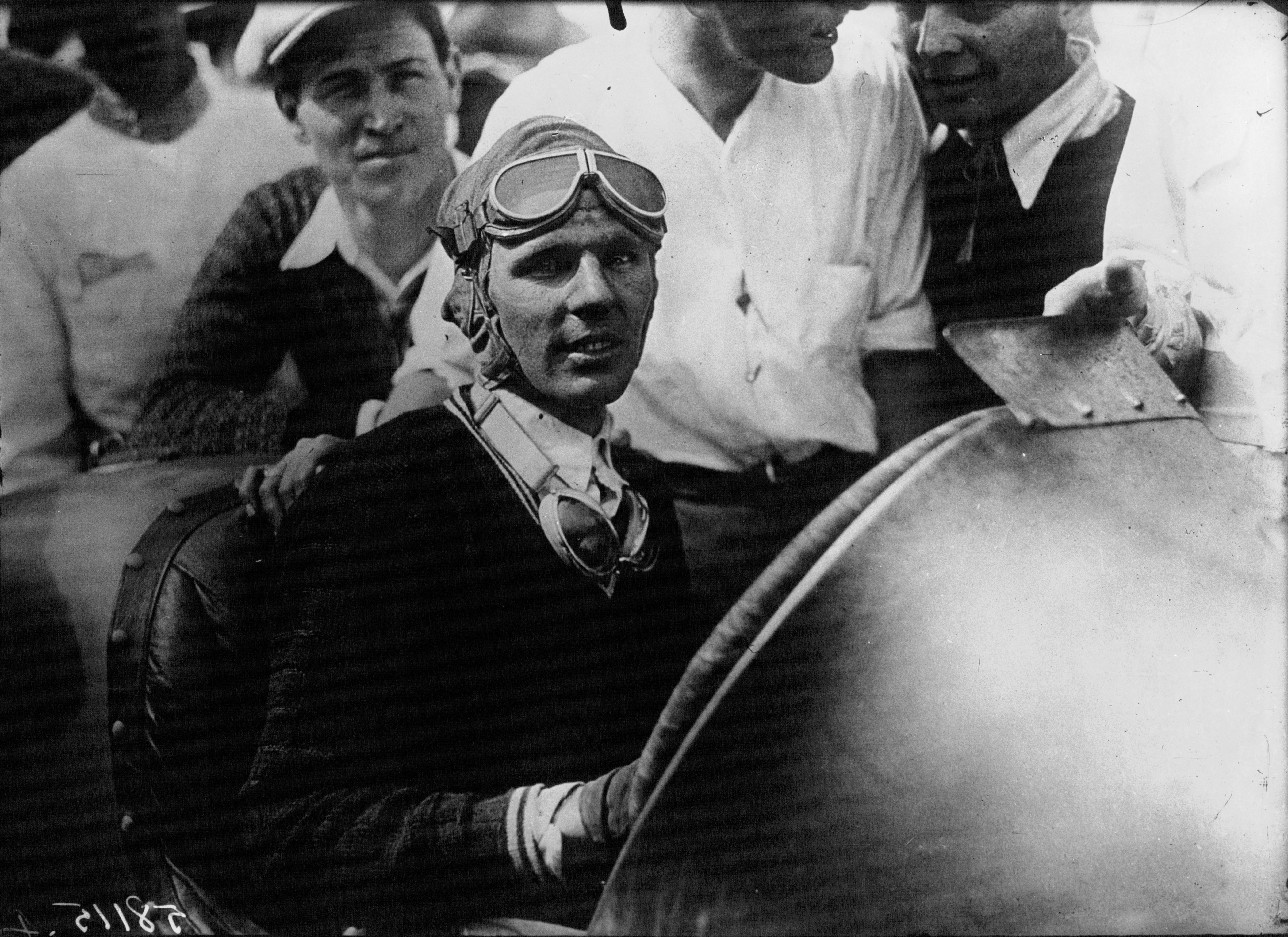
Louis Meyer en las 500 Millas de Indianápolis de 1928

El californiano llegó cuarto en las 500 Millas de Indianápolis de 1937. En 1938 abandonó por falla mecánica. En su última participación en 1939, chocó a tres vueltas del final cuando circulaba segundo, habiendo liderado 75 vueltas.

## Actividad posterior
En la década de 1940, Meyer se convirtió en el dueño de la empresa de fabricación de motores Offenhauser. Junto a su hijo Sonny Meyer, logró 18 victorias consecutivas entre 1947 y 1964, además de numerosos triunfos en automóviles sprint y midgets. Luego se encargó de la distribución y mantenimiento de los motores Ford de Indy hasta 1972.
Murió el 7 de noviembre de 1995, a los 91 años. Sus restos se encuentran en el Cementerio Inglewood Park, en el condado de Los Ángeles.